# Markus Lenzing
Markus Lenzing (* 18. April 1967 in Wuppertal) ist ein deutscher Musiker und Posaunist beim Gürzenich-Orchester Köln.
1987 wurde Markus Lenzing nach gerade mal anderthalb Jahren Posaunenunterricht Landessieger des bundesweiten Wettbewerbs Jugend musiziert und Jungstudent an der Robert Schumann Hochschule Düsseldorf. An der Deutschen Oper am Rhein absolvierte er in der Spielzeit 1992/1993 anschließend sein Praktikum in Duisburg. Von 1984 bis 1996 war er Mitglied der Jungen Deutschen Philharmonie, nahm zeitgleich Gastverpflichtungen bei den Bochumer Symphonikern wahr und spielte von 1996 bis 1998 im Tiroler Landestheater Innsbruck. Seit der Spielzeit 1998/1999 ist Markus Lenzing die stellvertretende Erste Posaune im Gürzenich-Orchester Köln, seit dem Jahr 2000 mit dem Zusatzinstrument Basstrompete.
Neben seiner Arbeit als Orchestermusiker, wirkt Markus Lenzing seit den 1990er Jahren in der christlichen Musikszene mit. 1990 veröffentlichte er sein Debütalbum Posaunissimo. Produziert von Klaus Heizmann, begann eine Zusammenarbeit unter anderem auch mit dessen Studiochor Resonanz, bei dem Markus Lenzing zunächst als Posaunist mitwirkte bis Heizmann ihm Mitte der 1990er Jahre schließlich die Leitung übertrug. 1994 veröffentlichte Lenzing das selbstbetitelte Album Resonanz mit dem Chor. Auch als Komponist und Arrangeur neuer geistlicher Musik und christlicher Popmusik sowie Studiomusiker und Kollaborateur für zahlreiche Konzeptprojekte wie Faszination Posaune einflussreicher christlicher Musikproduzenten wie Jochen Rieger wurde er bekannt.
Schließlich erhielt Markus Lenzing einen Lehrauftrag von der Robert Schumann Hochschule Düsseldorf, wo er als Dozent für Posaune und Blechbläserkammermusik arbeitet. Er lebt in Wiehl.

## Diskografie
- Posaunissimo. 1990 Verlag Hans-Rudolf Hintermann
- Resonanz. 1994 Gerth Medien (mit seinem Chor Resonanz)
- Faszination Posaune. 1999 Gerth Medien (mit Slokar Quartet & Jiggs Whigham)
- The Majesty Of Gospel. 2004 Gerth Medien